# Referendo sobre o fuso horário vigente no Acre
|  | ACT | Hora do Acre                | UTC−5 | (BRT–2) |
|  | AMT | Hora do Amazonas            | UTC−4 | (BRT−1) |
|  | BRT | Hora de Brasília            | UTC−3 | (BRT)   |
|  | FNT | Hora de Fernando de Noronha | UTC−2 | (BRT+1) |

O Referendo do Acre de 2010 consistiu em decidir pela manutenção ou não da mudança de fuso horário para o estado brasileiro do Acre, já que o estado passara a ter menos uma hora em relação ao horário de Brasília em 2008, quando antes eram menos duas horas.

## Antecedentes
Em 1913 foi instituído o Decreto 2.784, que instituiu pela primeira vez os fusos horários no Brasil. Conforme a alínea d, em interpretação conjunta com a alínea c, o Acre e a área a oeste da linha que liga os municípios amazonenses de Tabatinga e Porto Acre, passaram a se situar no "quarto fuso", caracterizado pela "'Hora de Greenwich' menos cinco" (atual UTC-5). Quase um século após a mudança, foi promulgada a Lei 11.662, de 2008, que junto a outra modificação no estado do Pará (colocando-o totalmente no horário oficial de Brasília), fez o estado do Acre e o sudoeste do Amazonas avançarem uma hora, para o fuso UTC-4, em 23 de junho de 2008.

## Motivações para a mudança
A mudança de fuso horário foi uma proposta do então senador Tião Viana (PT-AC), que defendia a alteração por julgar que a diferença de horário entre o Acre e os estados vizinhos prejudicava o estado econômica e culturalmente. Após o referendo, a Abert (Associação Brasileira de Emissoras de Rádio e Televisão) se manifestou contrária à volta ao horário antigo, especialmente em função das adequações necessárias à grade de programação depois da instituição do Sistema de Classificação Indicativa Brasileiro, pela portaria 1220 do Ministério da Justiça, em 2007.

## O Referendo e seus efeitos
O referendo acreano foi realizado em 31 de outubro de 2010, no mesmo dia da votação em segundo turno para a Presidência da República. A maioria da população decidiu optar pelo antigo horário do Acre, que era de menos duas horas em relação ao horário de Brasília.
Todavia, o restabelecimento do horário antigo não foi um processo rápido ou automático: houve manobras políticas contrárias à validade do referendo, pressões contrárias de emissoras de televisão, de modo que, quase três anos após o referendo, sua decisão ainda não havia sido posta em vigor, tendo a medida sido aprovada nas comissões do Senado Federal somente em setembro de 2013.
Como consequência, a Lei 12.876 restabeleceu o antigo horário no Acre e na porção do sudoeste do Amazonas, revogando expressamente a Lei 11.662: as regiões abrangidas pela mudança retornaram ao antigo horário à meia-noite do domingo, 10 de novembro de 2013.

## Resultado
Conforme publicado oficialmente pela Justiça Eleitoral, o resultado do referendo no Acre foi o seguinte:
| Justiça Eleitoral |                  |                  |               |                |                  |                  |
| Referendo 2010 |                  |                  |               |                |                  |                  |
| Você é a favor da recente alteração de horário legal promovida em seu estado? |                  |                  |               |                |                  |                  |
| Apuração realizada no TSE até as 13h23min do dia 1 de novembro de 2010 |                  |                  |               |                |                  |                  |
| \| \| Não \| Sim \| Em Branco \| Nulos \| Comparecimento \| Abstenção \| \| Acre \| 184.478 (56,87%) \| 139.891 (43,13%) \| 1.241 (0,37%) \| 10.311 (3,07%) \| 335.921 (71,39%) \| 134.639 (28,61%) \| |                  |                  |               |                |                  |                  |
| | Não              | Sim              | Em Branco     | Nulos          | Comparecimento   | Abstenção        |
| Acre | 184.478 (56,87%) | 139.891 (43,13%) | 1.241 (0,37%) | 10.311 (3,07%) | 335.921 (71,39%) | 134.639 (28,61%) |